# Двигател с гореща камера
Двигателят с гореща камера (на английски: hot bulb engine), среща се и като нефтен двигател и полудизел, е двигател с вътрешно горене, при който горивото се запалва в отделна горивна камера (на английски: bulb; на руски: калоризатор). Двигателят може да работи с всякакви тежки горива – от суров нефт, през дизелово гориво до отработени растителни масла.
Повечето двигатели с гореща камера са едно или двуцилиндрови, нискооборотни двутактови агрегати с дизелова схема на продухване и пълнене  и степен на сгъстяване до ~8:1, КПД до ~12 %.

## История

### Четиритактов нефтен двигател на Хорнсби-Акройд / Hornsby-Akroyd
Концепцията на този двигател е създадена от ангилйския изобретател Хърбърт Акройд Стюърт. Първите прототипи са създадени през 1886 г., а производството започва през 1891 г. от Richard Hornsby & Sons, Грантъм, Линкълншир, Англия под името Hornsby Akroyd Patent Oil Engine по лиценз.

### Двутактови двигатели с гореща камера
Няколко години по-късно, проектът Акройд-Стюърт е е доразвит в Съединените щати от германските емигранти Миц и Вайс, които съчетават двигателя с гореща камера с двутактово продухване.

### Сравнение с дизеловия двигател
Двигателят на Акройд-Стюарт е първият двигател с вътрешно горене, който използва система за впръскване на гориво под налягане, а също и първият, използващ отделна горивна камера за запалване. Той е предшественик на всички двигатели с предкамера, които се считат за предшественици на подобния дизелов двигател, разработен няколко години по-късно.
В двигателя с гореща камера, запалването на горивната смес се извършва в отделна горивна камера/изпарител, обикновено монтирана на главата. Свързана е с цилиндъра чрез тесен проход и се загрява от горивните газове при работа; за стартиране се използва външен пламък, като например горелка. При по-късните модели понякога се използва електрическо подгряване. Друг метод е включването на запалителна свещ и бобина/магнет, като двигателят се пуска на бензин и се превключва на масло след загряване до работна температура.
Времето за предварително загряване зависи от конструкцията на двигателя, вида на използваното отопление и температурата на околната среда, но за повечето двигатели в умерен климат обикновено варира от 2 до 5 минути до половин час, ако се работи в изключително студено състояние и двигателят е особено голям.
След като двигателят заработи, топлината на сгъстяване и запалване поддържа горещата камера на необходимата температура и може да се отстрани лампата или друг източник на топлина. След това двигателят не се нуждае от външна топлина и изисква само захранване с въздух, мазут и смазочно масло. Въпреки това, при ниска мощност камерата може да се охлади твърде много, а дроселната клапа може да намали подаването на студен пресен въздух. С увеличаването на натоварването на двигателя се увеличава и температурата на камерата, което води до намаляване на предварението. За да противодейства на предварителното запалване, във входящия въздух се впръсква вода. По същия начин, ако товарът на двигателя е нисък, температурите на горенето може да не са достатъчни за поддържане на температурата на горещата камера. Поради тази причина много двигатели с гореща камера не могат да работят без товар.
Фактът, че двигателят може да бъде оставен без надзор продължително време, докато работи, го прави популярен избор, когато се изисква постоянна изходна мощност, като при селскостопански трактори, генератори, помпи и канални лодки.
Надеждността на двигателите с гореща камера, способността им да работят с различни горива и фактът, че те могат да бъдат оставени да работят в продължение на часове или дни, ги прави изключително популярни сред земеделските, горските и морските потребители, където те се използват за изпомпване или за задвижване на машини за фрезоване, рязане и вършитба. Двигателите с гореща камера се използват и за пътни валяци и трактори.
В началото на 20 век има няколкостотин европейски производители на двигатели с гореща камера за морски цели. Само в Швеция има над 70 производители, от които Bolinder е най-известният – през 20-те години те са имали около 80% от световния пазар. Норвежкият Sabb е бил много популярен двигател с гореща камера за малки риболовни кораби, а много от тях все още са в работно състояние. В Америка Standard, Weber, Reid, Stickney, Oil City и Fairbanks Morse правят двигатели с гореща камера.

## Замяна
От около 1910 г., дизеловият двигател се подобрява драматично, като предлага повече мощност и по-голяма ефективност, отколкото има двигателя с гореща камера. Дизеловите двигатели могат да постигнат ~50% ефективност, ако са проектирани с максимална икономия и предлагат по-голяма мощност за даден двигател поради по-ефективния метод на горене. Те нямат гореща камера и предлагат по-лесна употреба, тъй като не изискват предварително загряване.
- 1928 Lanz Bulldog трактор
- Двигател с гореща камера на 1939 Lanz Bulldog
- Вертикален двуцилиндров двигател с гореща камера, развиващ 70 конски сили. Този двигател има максимална скорост от 325 оборота в минута
- 4-цилиндров двигател Gardner, изложен в музея на двигателите Ансън, Стокпорт, Великобритания